# In the Land of Brothers
In the Land of Brothers (Perzisch: در سرزمین برادر) is een Iraans-Frans-Nederlandse film uit 2024, geregisseerd en geschreven door Raha Amirfazli en Alireza Ghasemi.

## Verhaal
Drie leden van een grote Afghaanse familie beginnen hun leven opnieuw in Iran als vluchtelingen maar zijn zich er niet van bewust dat ze een decennialange strijd zullen moeten voeren om een thuis te kunnen vinden.

## Rolverdeling
| Acteur            | Personage |
| ----------------- | --------- |
| Hamideh Jafari    | Leila     |
| Bashir Nikzad     | Qasem     |
| Mohammad Hosseini | Mohammad  |

## Productie
Regisseurs Amirfazli en Ghasemi werkten voor hun speelfilmdebuut samen met een onafhankelijk theatergezelschap in Teheran dat uitsluitend met Afghaanse mensen werkt om veel niet-professionele Afghaanse acteurs in de hoofdrollen te casten, van wie sommigen zelf vluchtelingen zijn. De film wordt geproduceerd door Adrien Barrouillet, Charles Meresse en Emma Binet van Furyo Films, Alireza Ghasemi en Raha Amirfazli voor Limited Circle, Frank Hoeve van Baldr Film en gecoproduceerd door Arya Ghavamian voor Cinema Tehran. De film kreeg de steun van L'Aide aux Cinémas du Monde, Centre National Du Cinéma et de l'Image Animée, het Institut Français, het Nederlands Filmfonds en Ciclic Région Centre Val de Loire, met deelname van Le CNC Région Ile- de-France, Asian Cinema Fund en Vipo. September Film verwierf in januari 2024 de distributierechten voor de Benelux.

## Release en ontvangst
In the Land of Brothers ging op 22 januari 2024 in première op het Sundance Film Festival in de World Cinema Dramatic Competition waar Raha Amirfazli en Alireza Ghasemi de Directing Award: World Cinema Dramatic wonnen. De film kreeg positieve kritieken van de filmcritici, met een score van 100% op Rotten Tomatoes, gebaseerd op 13 beoordelingen.

## Prijzen en nominaties
De belangrijkste:
| Jaar | Prijs                  | Categorie                              | Genomineerde(n)                   | Uitslag  |
| ---- | ---------------------- | -------------------------------------- | --------------------------------- | -------- |
| 2024 | Sundance Film Festival | Directing Award: World Cinema Dramatic | Raha Amirfazli en Alireza Ghasemi | Gewonnen |